# Piper bambusifolium
Piper bambusifolium är en pepparväxtart som beskrevs av Y.C. Tseng. Piper bambusifolium ingår i släktet Piper och familjen pepparväxter. Inga underarter finns listade i Catalogue of Life.